# Ancistrorhynchus tenuicaulis
Ancistrorhynchus tenuicaulis är en orkidéart som beskrevs av Victor Samuel Summerhayes. Ancistrorhynchus tenuicaulis ingår i släktet Ancistrorhynchus och familjen orkidéer. Inga underarter finns listade i Catalogue of Life.